# Шалочь (деревня)
Шалочь — деревня в Устюженском районе Вологодской области.
Входит в состав Лентьевского сельского поселения, с точки зрения административно-территориального деления — в Лентьевский сельсовет.
Расположена на берегах реки Шалочь. Расстояние по автодороге до районного центра Устюжны — 44 км, до центра муниципального образования деревни Лентьево — 22 км. Ближайшие населённые пункты — Пожарки, Понизовье, Сысоево.
Население по данным переписи 2002 года — 14 человек.